# Diastylis namibiae
Diastylis namibiae är en kräftdjursart som beskrevs av Francis Day 1980. Diastylis namibiae ingår i släktet Diastylis och familjen Diastylidae. Inga underarter finns listade i Catalogue of Life.